# Мёрегорд, Трульс
Трульс Мёрегорд (швед. Truls Carl Eric Möregårdh), (род. 16 февраля 2002, Векшё, Крунуберг) — шведский игрок в настольный теннис, серебряный призёр чемпионата мира в одиночном разряде 2021 года, многократный призёр чемпионатов мира и Европы. Участник Летних юношеских Олимпийских игр 2018, серебряный призёр Олимпийских игр 2024 года в одиночном разряде.

## Спортивная карьера
Трульс Мёрегорд родился в семье, многие члены которой увлекались настольным теннисом. Брат Трульса — Мальте — был игроком сборной Швеции на уровне кадетов и юниоров. В возрасте семи лет Трульс начал тренироваться в местном клубе в своем городе Векшё.
В дальнейшем Трульс выиграл множество наград на юниорском европейском уровне.
Мёрегорд дважды выигрывал чемпионат Швеции в одиночном разряде.
В 2018 году Мёрегорд в возрасте 15 лет был включен в состав сборной команды Швеции и на командном чемпионате мира завоевал бронзовую медаль.
В 2021 году Мёрегорд завоевал серебряную медаль на чемпионате мира в Хьюстоне в одиночном разряде.
В мае 2022 года Мёрегорд впервые вошел в топ-10 сильнейших игроков мира, а в октябре 2022 года поднялся до третьей позиции мирового рейтинга ITTF.
На Олимпийских играх 2024 года в Париже в одиночном разряде был посеян под 19-м номером и 1/16 финала сумел обыграть в 6 партиях первую ракетку мира и первого сеянного Ван Чуциня. В полуфинале Мёрегорд обыграл 4-го сеянного бразильца Уго Калдерано в партиях. Мёрегорд стал первым с 2000 года европейцем, который дошёл до финала одиночного разряда на Олимпийских играх, тогда это удалось Яну-Уве Вальднеру. В решающем матче Мёрегорд проиграл второй ракетке мира Фань Чжэньдуну со счётом 11-7 9-11 9-11 8-11 8-11. В командном разряде Мёрегорд обыграл в 1/8 финала датчанина Андерса Линда со счётом 3-0 (шведы выиграли матч 3-0), в 1/4 финала Мёрегорд обыграл Дмитрия Овчарова из Германии со счётом 3-2 (шведы выиграли матч 3-0), а в полуфинале сначала уступил Томокадзу Харимото 1-3, а затем обыграл Хирото Синодзуку со счётом 3-1 (шведы победили японцев 3-2, уступая 0-2). В финале Мёрегорд проиграл свой матч Фань Чжэньдуну со счётом 2-3, шведы уступили в матче 0-3, проиграв все три встречи со счётом 2-3. Шведы впервые в истории завоевали олимпийскую медаль в командном разряде, ранее они выигрывали медали только в мужском одиночном разряде.

## Стиль игры
Трульс Мёрегорд правша, играет в атакующем стиле. Активно и разнообразно применяет блокирующие удары с закрытой стороны (бэкхенд), поэтому его стиль игры сравнивают со стилем игры шведского чемпиона прошлых лет Яна-Уве Вальднера.
C 2019 года играет созданной по специальному дизайну фирмой Stiga шестиугольной ракеткой.